# Habroloma asahinai
Habroloma asahinai (лат.) — вид златок рода Habroloma из подсемейства Agrilinae.

## Описание
Мелкие жуки-златки (около 3 мм). От близких видов отличается следующими признаками: надкрылья с боками, суженными за плечевыми костями; простернальный отросток длиннее ширины. Передняя волнистая поперечная полоса серовато-золотистая и частично серебристая. Тело клиновидное, сужающееся к заднему концу даже от базальной половины.
Растение-хозяин. Розовые (Rosaceae): Rubus sieboldii.
Листовая мина. Коричневая пятнистая мина на зрелом листе. Яйцо откладывается у края листа, и мина расширяется вдоль края листа. Мякоть нитевидная.